# Villeperdue
Villeperdue – miejscowość i gmina we Francji, w Regionie Centralnym, w departamencie Indre i Loara.
Według danych na rok 1990 gminę zamieszkiwało 767 osób, a gęstość zaludnienia wynosiła 64 osoby/km² (wśród 1842 gmin Regionu Centralnego Villeperdue plasuje się na 506. miejscu pod względem liczby ludności, natomiast pod względem powierzchni na miejscu 1045.).